# Natal'ja Jur'evna Golovkina
Contessa Natal'ja Jur'evna Golovkina (in russo Наталья Юрьевна Головкина?; 17 agosto 1787 – Mosca, 6 aprile 1860) è stata una nobildonna russa.

## Biografia
Era l'unica figlia del conte Jurij Aleksandrovič Golovkin (1762-1846), e di sua moglie, Ekaterina L'vovna Naryškina (1762-1820), figlia minore di Lev Aleksandrovič Naryškin, uno dei più vicini collaboratori di Caterina II.

## Matrimonio
Nel 1801 sposò il principe Aleksandr Nikolaevič Saltykov (1775-1837), figlio del principe Nikolaj Ivanovič Saltykov. Ebbero sei figli:
- Elena Aleksandrovna (1802-1828), sposò il principe Nikolaj Borisovič Golicyn, ebbero tre figli;
- Ekaterina Aleksandrovna (1803-1852), sposò il principe Il'ja Andreevič Dolgorukov, ebbero due figlie;
- Sof'ja Aleksandrovna (1806-1841), sposò il conte Grigorij Petrovič Šuvalov, ebbero quattro figli;
- Marija Aleksandrovna (1807-1845), sposò Boleslav Stanislavovič Potocki, ebbero una figlia;
- Jurij Aleksandrovič (?-1841);
- Aleksej Aleksandrovič (1826-1874), sposò Vera Ivanovna Luzhina.

Aleksandr Jur'evič Bulgakov la trovava molto bella, molto provocante, ma non molto intelligente.

## Morte
Morì il 6 aprile 1860 a Mosca e fu sepolta nel Monastero Donskoj.